# Hirokazu Koreeda
Hirokazu Koreeda (japonès: 是枝 裕和, Koreeda Hirokazu; Tòquio, 6 de juny de 1962) és un productor i director de cinema japonès. El 2014 va llançar la seva pròpia productora, BUN-BUKU.

## Formació
L'any 1987 Koreeda es va graduar a la Universitat de Waseda. Després va començar a treballar com assistent de direcció a la cadena de televisió TV Man Union, Inc. on va participar en diverses produccions documentals. Quan va anar a la Universitat el seu objectiu era fer carrera com a novel·lista. Tot i així, poc temps després, els seus interessos es van desplaçar envers la direcció de cinema.

## Inicis
El seu primer llargmetratge, Maboroshi (1995), es basa en una novel·la de l'escriptora Teru Miyamoto i en les pròpies experiències del director durant el rodatge de Kare no inai hachigatsu ga (1994). La producció va guanyar els premis del jurat en els festivals de cinema de Venècia i Chicago. En un curt període, Hirozaku Koreeda va guanyar una sòlida reputació com una de les figures més importants del cinema japonès contemporani.

## Estil
L'obra de Koreeda inclou documentals i pel·lícules narratives de ficció. El seu treball reflecteix l'estil contemplatiu i el ritme de directors com ara Hou Hsiao-Hsien i Tsai Ming-Liang. Els seus temes preferits són la memòria, la pèrdua i la mort.
Un dels programes de mà del Festival Internacional de Cinema de Venècia descrivia l'art del director com el caminar per sobre d'una corda fluixa cinematogràfica que gairebé imperceptiblement canvia entre territoris ficticis i reals, entre la narració i la invenció, entre allò que és privat i allò que és públic
Koreeda també ha produït pel·lícules de joves directors japonesos.

## El gènere documental
Koreeda ha explicat, en diverses ocasions, que el cinema i la televisió l'han captivat des de ben petit. Es reconeix a ell mateix com a membre de la generació japonesa que es va criar veient més televisió. Així, va ser a través d'aquest mitjà de comunicació com Koreeda es va aficionar al gènere documental. El director s'ha manifestat admirador de documentalistes com ara Ogawa Shinsuke i Tsuchimoto Noriaki i dels documentals fets per a la televisió durant la dècada de 1960.

## Filmografia
- 1991: Lessons from a Calf → Director (documental)
- 1991: However... → Director (documental)
- 1994: August without Him → Director (documental)
- 1995: Maborosi → Director
- 1996: Without Memory → Director (documental)
- 1998: After Life → Director, guionista i muntador
- 2001: Distance → Director, guionista i muntador
- 2004: Nobody Knows → Director, productor i guionista
- 2006: Hana → Director, guionista
- 2008: Still Walking → Director, guionista i muntador
- 2008: Daijōbu Dearu Yō ni: Cocco Owaranai Tabi → Director (documental)
- 2009: Air Doll → Director, productor, guionista, muntador
- 2011: I Wish → Director, guionista
- 2013: De tal pare, tal fill → Director, guionista, muntador
- 2015: La nostra germana petita → Director, guionista, muntador
- 2016: After the Storm → Director, guionista, muntador
- 2018: Un assumpte de família, director, guionista i editor
- 2022: Broker, director, guionista i editor
- 2023: Kaibutsu (怪物), director i editor

### Televisió
- 1991: Lessons from a Calf
- 2012: Going My Home

## Premis
- 1995: Festival Internacional de Cinema de Venècia - Golden Osella, Mejor Director (Maborosi)
- 1998: Festival Internacional de Cinema Independent de Buenos Aires - Millor Pel·lícula i Millor Guió (Wonderful Life)
- 2004: Blue Ribbon Awards - Millor pel·lícula i Millor director (Nobody Knows)
- 2009: Asian Film Awards - Millor Director (Still Walking)
- 2013: Festival Internacional de Cinema de Canes - Premi del Jurat (Like Father, Like Son)
- 2015: Festival de Cinema de Yokohama - Millor director (Our Little Sister)
- 2016: Films from the South - Millor pel·lícula (After the Storm)